# Джанель Перріш
Джанель Перріш Лонг (англ. Janel Meilani Parris Long; нар. 30 жовтня 1988, Гонолулу, Гаваї, США) — американська акторка та співачка, відома ролью Джейд у фільмі «Братц»(2007) і Мони Вондерволл у серіалах «Милі Ошуканки» (2010—2017) та «Милі ошуканки: Перфекціоністки»(2019)

## Кар'єра
Джанель Перріш почала грати на фортепіано у віці шести років.
Першу популярність Джанель отримала, перемігши в місцевому конкурсі талантів на Гаваях у віці 14 років. Згодом Перріш перемогла на кастингу для постановки «Знедолені», де отримала роль Козетти. Ця ж роль, але вже на Бродвеї, дозволила їй показати не тільки свої акторські, але і вокальні дані. Також вона взяла участь у постановці мюзиклу «Убити пересмішника» в ролі Скаут.
У 1999 році зіграла другорядну персонажку в серіалі «Too Rich: The Secret Life of Doris Duke». Потім пішли незначні ролі в Рятівники Малібу і серіалі Герої.
У 2007 році підписала контракт з Geffen Records на запис свого першого альбому. Перший сингл «Rainy Day», який вона записала і зняла на нього кліп, побачив світ 7 липня 2007 року. Сингл потрапив в саундтрек фільму Братц, а також вона знялася в кліпі Prima J (англ.) Рос. «Rockstar», який теж увійшов в саундтрек фільму. Знялася вона і в кліпі групи NLT (англ.) Рос. «She Said, I Said», де виконувала бек-вокал.
Після цього зіграла роль Мони Вондервол в серіалі «Милі Ошуканки». У березні 2012 року Перріш була підвищена до статусу постійного складу серіалу в третьому сезоні.
Джанель Перріш повернулася до театральної сцени в бродвейський мюзикл «Spring Awakening від Over the Moon Productions» в ролі Анни і дублерки Ліндсі Пірс, яка грала Вендль.
В кінці 2012 року  знялася в епізоді серіалу «Гаваї 5-0» в якості запрошеної акторки. Також вона отримала головну роль у фільмі «The Concerto». В 2014 знялась в епізоді серіалу «До смерті красива», у 2017 році знялась в серіалі «Роузвуд», в 2019 повернулась до ролі Мони Вондерволл в серіалі «Милі ошуканки: Перфекціоністки», де грала головну роль.

## Особисте життя
У вересні 2016 року Перріш почала зустрічатися з інженером-хіміком Крісом Лонгом. Вони заручились в жовтні 2017 года і одружилися 8 вересня 2018 року на ранчо Куало, Оаху, Гаваї.

## Фільмографія
| Рік       | Українська назва                              | Оригінальна назва                       | Роль               | Примітки                                                          |
| --------- | --------------------------------------------- | --------------------------------------- | ------------------ | ----------------------------------------------------------------- |
| 1999      | Рятівники Малібу                              | Baywatch                                | Ніна               | 2 епізоди                                                         |
| 2000      | Джеппетто                                     | Geppetto                                | Наталі             | Телевізійний фільм                                                |
| 2004      | Шоу Берні Мака                                | The Bernie Mac Show                     | Лора               | 1 епізод                                                          |
| 2006      | Зої 101                                       | Zoey 101                                | Сара               | 1 епізод                                                          |
| 2006      | Чужа сім'я                                    | The O.C                                 | Леа                | 1 епізод                                                          |
| 2007      | Братц                                         | Bratz: The Movie                        | Джейд              | Фільм                                                             |
| 2007—2008 | Герої                                         | Heroes                                  | Мей                | 4 епізоди                                                         |
| 2009      | Тру Джексон                                   | True Jackson, VP                        | Кайла              | 1 епізод                                                          |
| 2009      | Квітневі дощі                                 | April Showers                           | Вікі               | Фільм                                                             |
| 2009      | Запали цим літом                              | Fired Up!                               | Лана               | Фільм                                                             |
| 2010—2017 | Милі Ошуканки                                 | Pretty Little Liars                     | Мона Вондерволл    | Періодична роль (1,2 сезон) Головна роль (3—7 сезон) 138 епізодів |
| 2010      | Сміливі ігри                                  | Triple Dog                              | Сесилі Гербер      |                                                                   |
| 2011      |                                               | One Kine Day                            | Лейлані            | Фільм                                                             |
| 2011      | Давай одружимось                              | Knots                                   | Хоку               | Фільм                                                             |
| 2012      | Селеста і Джессі навічно                      | Celeste and Jesse Forever               | Саванна            | Фільм                                                             |
| 2013      | В ті ночі                                     | To Those Nights                         | Одрі               | Короткий фільм                                                    |
| 2013      |                                               | Something Wicked                        | Ронні              | Короткий Фільм                                                    |
| 2013      | Гаваї 5.0                                     | Hawaii Five-0                           | Ребекка Файн       | 1 епізод                                                          |
| 2014      | До смерті красива                             | Drop Dead Diva                          | Челсі Джонс        | 1 епізод                                                          |
| 2014      |                                               | High School Possession                  | Лорен Бреді        |                                                                   |
| 2015      | Таємниці Лаури                                | The Mysteries of Laura                  | Джилліан Хевенмеєр |                                                                   |
| 2016      |                                               | Rush Hour                               | Ніна Тейлор        | 1 епізод                                                          |
| 2017      | Поки ми не зустрінемось знову                 | Until We Meet Again                     | Ліза Вагнер        |                                                                   |
| 2017      | Роузвуд                                       | Rosewood                                | Селене Монет       | 1 епізод                                                          |
| 2018      | Усім хлопцям, яких я кохала раніше            | To All the Boys I've Loved Before       | Марго              |                                                                   |
| 2018      | Пекло це є дім                                | Hell Is Where the Home Is               | Естель             |                                                                   |
| 2018      | Тигр                                          | Tiger                                   | Шарлотта           |                                                                   |
| 2018      | Я буду спостерігати                           | I'll Be Watching                        | Кейт Райлі         | Телевізійний фільм                                                |
| 2019      | Могутній дуб                                  | Mighty Oak                              | Джина Джексон      |                                                                   |
| 2019      | Милі ошуканки: Перфекціоністки                | Pretty Little Liars: The Perfectionists | Мона Вондерволл    | Головна роль 10 епізодів                                          |
| 2020      | Усім хлопцям: P.S. Я досі вас кохаю           | To All the Boys: P.S. I Still Love You  | Марго              | Фільм                                                             |
| 2020      | Приватний детектив: Магнум                    |                                         | Малея              |                                                                   |
| 2021      | Дуже поганий татусьThe Fight Before Christmas |                                         |                    |                                                                   |